# Hnivan
Hnivan (Oekraïens: Гні́вань, Pools: Hniwań) is een stad en gemeente in de Oekraïense oblast Vinnytsja.

## Galerij

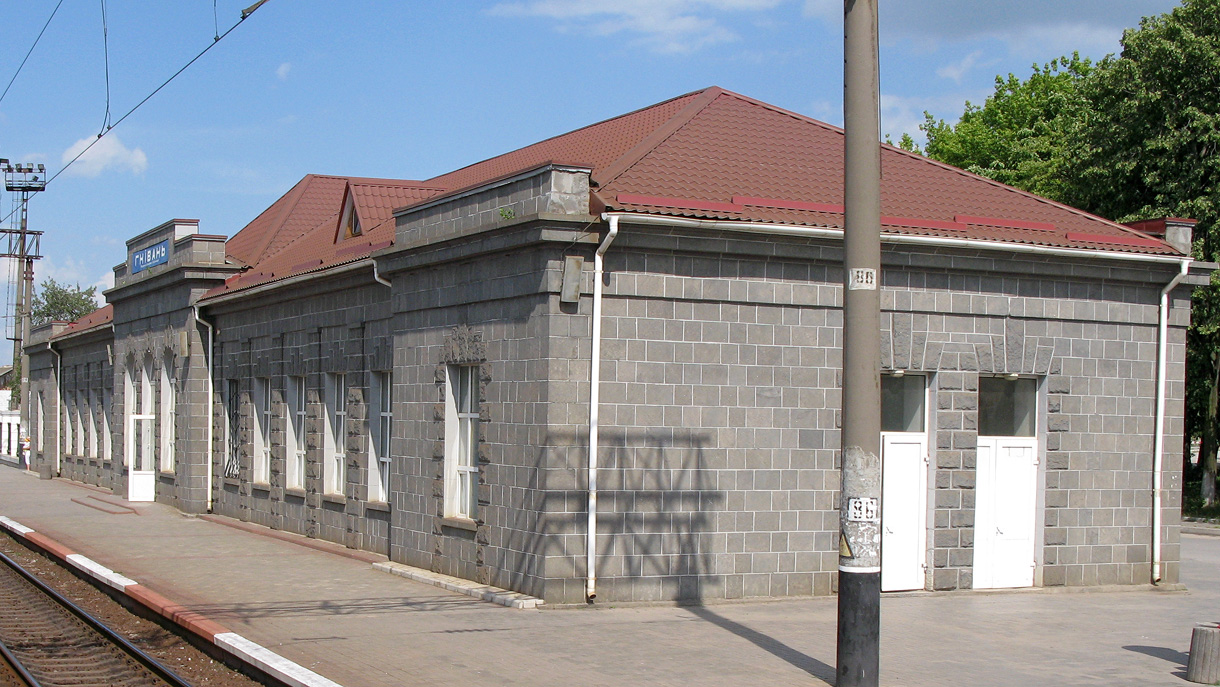
Treinstation
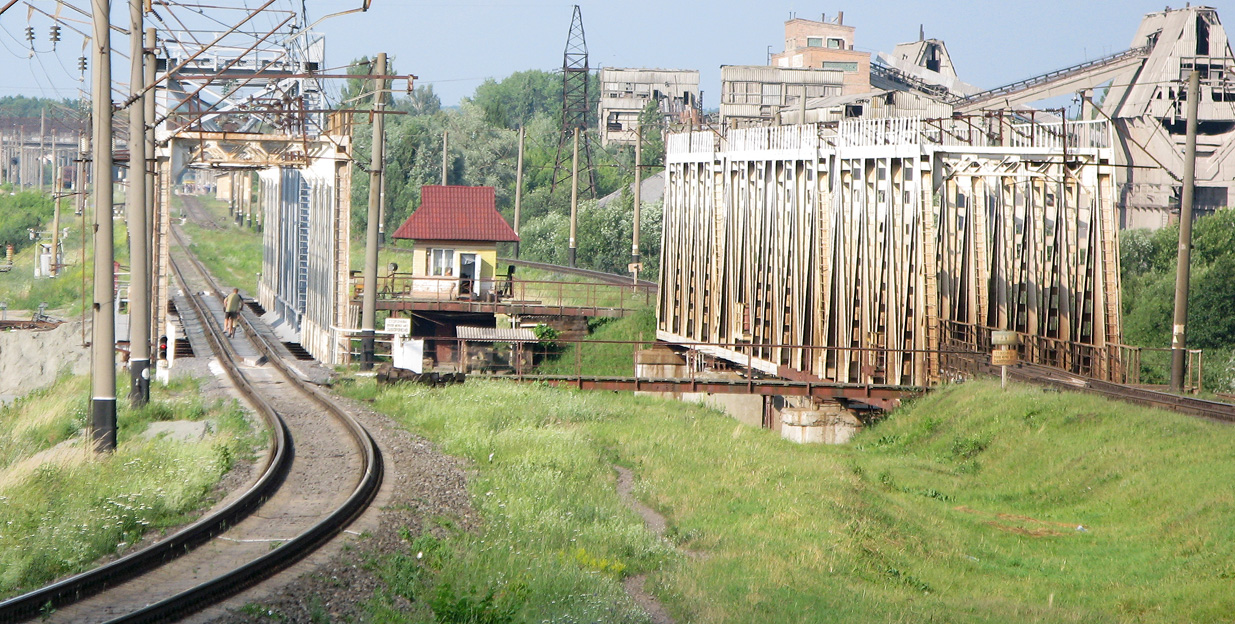
Spoorbrug
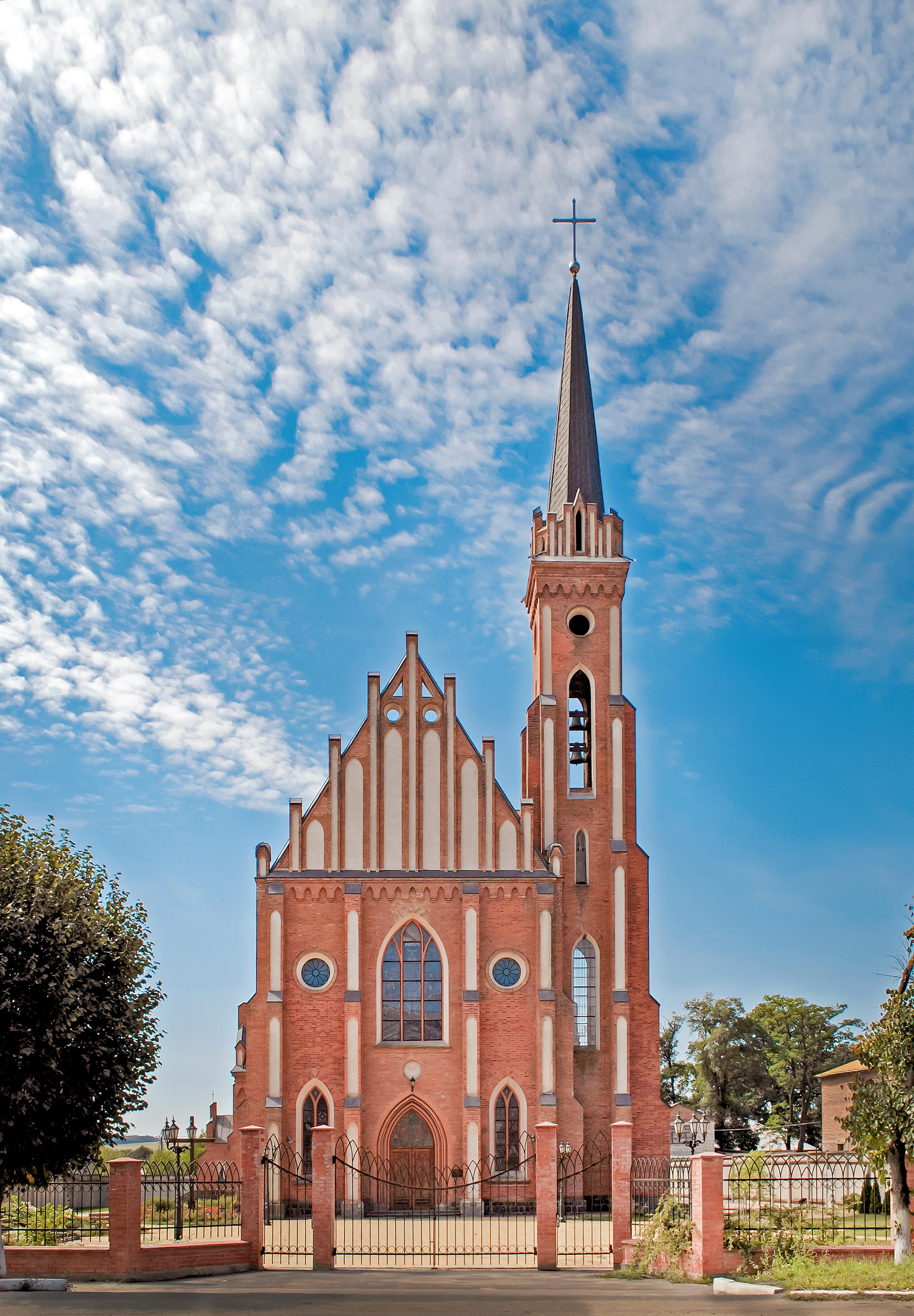
St. Joseph Kathedraal